# Supplice chinois (chanson)
Singles de Elsa
Bouscule-moi
(septembre 1992) Tout l'temps, tout l'temps
(mai 1993)
Pistes de Douce violence
C'est bien, c'est mal
Supplice chinois est le 17e single physique d'Elsa, le 2e extrait de son album Douce violence.
C'est un single très dansant qui lui valut d'ailleurs des remixes spécial club.
Le Supplice chinois ou Lingchi comme le dit très bien la chanson est une épreuve où des gouttes d'eau tombent sur le visage de la victime, l'empêchant de s'endormir. La victime meurt d'épuisement. Voir Lingchi.
Elsa traîte ici d'une histoire d'amour terminée qu'elle compare à un supplice chinois du fait de ses insomnies.

## Vidéo-clip
Réalisé par Maxime Ruiz, il fut tourné au Portugal.
Elsa y apparait cheveux raides, coupe au carré.
Le clip est très scénarisé: Elsa erre dans les rues de Lisbonne à la recherche de son amoureux qui l'a quittée.
La chanson est entrecoupée de passages sans musique où l'on entend notamment un match de football dans un bar ou encore les pas d'Elsa dans une imprimerie vide.

## Supports commerce
- 45 tours
  - Face A : Supplice chinois (Toop Toop) (Version single)  4:04
  - Face B : Mercurochrome  4:23

- K7 2 titres
  - Face A : Supplice chinois (Toop Toop) (Version single)  4:04
  - Face A : Mercurochrome  4:23
  - Face B : Supplice chinois (Toop Toop) (Version single)  4:04
  - Face B : Mercurochrome  4:23

- CD 2 titres
  - Piste 1 : Supplice chinois (Toop Toop) (Version single)  4:04
  - Piste 2 : Mercurochrome  4:23

- Maxi 45 tours promo spécial club
  - Face A : Toop Toop (Supplice chinois)  (Remix Club)  6:32
  - Face B : Toop Toop (Supplice chinois)  (Radio edit)  3:12
  - Face B : Supplice chinois (Toop Toop)   4:14

- Maxi CD promo
  - Piste 1 : Toop Toop (Supplice chinois)  (Radio edit)  3:12
  - Piste 2 : Toop Toop (Supplice chinois)  (Remix Club)  6:32

La Chanson est également sur la compilation Elsa, l'essentiel 1986-1993, dans sa version album.

## Anecdotes
Elsa n'a jamais chanté en Live cette chanson lors de ses concerts publics.
Elsa est partie après la sortie de ce single faire la promotion de son album Douce violence en Asie, notamment au Japon et en Thaïlande.
C'est le dernier 45 tours de Elsa. Le support a disparu des bacs en mars 1993.

## Classements et ventes
| Meilleur Classement | Ventes certifiées | Cumul ventes       | Certification France |
| France              | Ventes certifiées | Cumul ventes       | Certification France |
| ------------------- | ----------------- | ------------------ | -------------------- |
| 64                  | -                 | 60 000 exemplaires | -                    |